# The Exciting Wilson Pickett
The Exciting Wilson Pickett, musikalbum av Wilson Pickett, utgivet 1966 på skivbolaget Atlantic Records. 
Flera av Picketts kändaste låtar finns samlade här. "Land of 1000 Dances", "634-5789 (Soulsville, U.S.A.)", och "In the Midnight Hour" blev alla tre hitsinglar både i Storbritannien och USA. Även skivans fjärde singel "Ninety Nine and a Half (Won't Do)" blev en mindre singelframgång i USA. Men även de mer okända albumspåren och covers går i samma vilda stil.
Albumet nådde Billboard 200-listans 21:a plats och 3:e plats för R&B-album.

## Låtlista
(kompositörens efternamn inom parentes)
1. "Land of 1000 Dances"  (Kenner) - 2:28
2. "Something You Got"  (Kenner) - 2:58
3. "634-5789 (Soulsville, U.S.A.)" (Cropper/Floyd) - 3:00
4. "Barefootin' " (Parker) - 2:22
5. "Mercy Mercy" (Covay/Miller) - 2:30
6. "You're So Fine" (Finney/Schofield/West) - 2:38
7. "In the Midnight Hour" (Cropper/Pickett) - 2:36
8. "Ninety-Nine and a Half (Won't Do)" (Cropper/Floyd/Pickett) - 2:44
9. "Danger Zone" (Cropper/Pickett) - 2:12
10. "I'm Drifting" (Banks/Pickett/Porter) - 2:54
11. "It's All Over" (Cropper/Pickett) - 2:21
12. "She's So Good to Me" (Womack) - 2:17